# Martin J. Schreiber
Martin James Schreiber (Milwaukee, 8 aprile 1939) è un politico statunitense. Fu il 39º governatore del Wisconsin dal 1977 al 1979 dopo essere stato vicegovernatore sotto Patrick Lucey dal 1971 al 1977.